# Le Mesnil-Caussois
Le Mesnil-Caussois là một xã ở tỉnh Calvados, thuộc vùng Normandie ở tây bắc nước Pháp.

## Dân số
| Năm    | 1962 | 1968 | 1975 | 1982 | 1990 | 1999 |
| ------ | ---- | ---- | ---- | ---- | ---- | ---- |
| Dân số | 151  | 164  | 165  | 129  | 110  | 103  |